# 輝優優
輝 優優（らん ゆうゆう、本名：宮口 知子（みやぐち ともこ）1975年8月17日 - ）は、日本の元女子プロレスラー。大阪府泉南市出身。身長160cm、体重62kg。血液型O型。

## 所属
- JWP女子プロレス（1994年 - 2002年）
- GAEA JAPAN（2002年 - 2005年）
- フリーランス（2005年 - 2012年）

## 来歴
1994年
- 12月4日、東京・後楽園ホールにおいて対天野理恵子（カルロス天野）戦でJWP女子プロレスから本名でデビュー。

1999年
- 2月24日、団体所属選手全員のリングネーム改名時に、本名より現在のリングネームに改名される。

2002年
- 11月2日付けで、GAEA JAPANに移籍。

2005年
- 4月、GAEA JAPAN解散に伴いフリーランスに。
- 8月7日、M's「Mab 〜夢を支配V〜」ワンデータッグトーナメントを植松寿絵とのタッグで優勝。

2006年
- 2月12日、NEO『NEO STAGE 06」（シングルのグループリーグ戦）で優勝。
- 8月27日、東京・新宿FACE（M'sワンデータッグトーナメント）を植松寿絵とのタッグで優勝。

2007年
- 4月7日、大阪・アゼリア大正において、JWP時代の同期・宮崎有妃と組んで、三田英津子、加藤園子組と対戦。宮崎が三田から勝利。

2008年
- OZアカデミー内のユニット「JJ21（ジャングル・ジャック21）」の一員としてOZにレギュラー参戦。

2009年
- 8月16日、OZ後楽園、同じJJ21の一員であるAKINOと共にOZアカデミー認定タッグ王座を奪取。以降、2010年5月2日にカルロス天野&豊田真奈美に奪われるまで、5回の防衛に成功。

2011年
- 4月29日、OZ松下IMPホール大会にてアジャ・コングを下しOZアカデミー認定無差別級王座を奪取。
- 7月24日、OZ新宿大会にてダイナマイト・関西に敗れOZアカデミー認定無差別級王座から陥落。
- 9月23日、OZ新宿大会にてOZアカデミー認定無差別級王者尾崎魔弓の王者権限により永島千佳世、栗原あゆみ、松本浩代とともに正危軍入りを通告される。
- 10月16日OZ新宿大会にて正式に正危軍入りを表明。

2012年
- 2月5日、プロレスリングWAVE『大阪ラプソディVol.14』大阪move onアリーナ大会にて植松寿絵とのタッグでカナアユ（華名&栗原あゆみ）を破りWAVE認定タッグ王座を奪取。
- 3月25日、OZ後楽園大会にて年内を以って引退することを表明。
- 4月8日、JWP東京キネマ倶楽部大会にて植松寿絵とのタッグでJWPタッグリーグ・ザ・ベスト2012の決勝戦にて中森華子大畠美咲組を破り優勝。空位だったJWP認定タッグ&デイリースポーツ認定女子タッグ王座を奪取。タッグ三冠王者となる。
- 4月30日、植松寿絵の引退に伴いJWP認定タッグ&デイリースポーツ認定女子タッグ王座＆WAVE認定タッグ王座を返上。
- 8月19日、OZ後楽園大会にて12月9日のOZ後楽園大会で引退することを発表。
- 10月、正危軍から離脱。
- 12月2日、東京キネマ倶楽部にて最初で最後の自主興行「Starlight≦Regret」開催。一日限定のJJ21復活。
- 12月5日、最後のWAVE参戦。GAMIとのシングルで植松とのタッグが一夜限りの復活。
- 12月6日、最後のJWP参戦。「FINAL RANスペシャル」と銘打たれたこの大会は、5試合中3試合に出場し、セコンドに日向あずみが付いた。メインでは所属選手が歴代のリングコスチュームを着用してバトルロイヤル。レッグラリアットとブロックバスターが勝愛実に伝承された。
- 12月9日、引退試合。デビュー当時から嫌いだったと公言する尾崎魔弓とシングルで対戦して敗れるも、直後に同期カルロス天野と組み、欠場中だったダイナマイト・関西が尾崎と組んでタッグマッチ、ファイヤーバレーで尾崎からフォールを奪い花道を飾り、18年間の長きに渡るプロレス活動に終止符を打った。

## 得意技
打撃技
- エルボー各種（スマッシュ、ランニング、ローリング、カウンター）

固め技
- ヨーロピアンクラッチおよびその変形

投げ技
- エアプレーンスピンからのバックフリップ
- 垂直落下式ブレーンバスター
- ファイヤーバレー

デビル雅美の持ち技。ブレーンバスターまたはボディスラムで抱え上げて、相手をうつ伏せに肩に乗せ垂直落下に頭から叩きつける。2008年7月21日、サマードリーム2008大阪大会において、デビル雅美より譲り受けた。
蹴り技
- レッグラリアット、キチンシンク、ハイキック、三角飛び延髄斬り、シャイニング延髄斬り

その他にジャーマン・スープレックス、三角絞め、ウラカン・ラナ等も使用。
植松☆輝として
- 場外リングアウト
- ハイアングル植松（植松寿絵を肩に立たせて担ぎ上げ、植松をボディ・プレスの要領でマットに倒れている相手に叩きつけていく）

## タイトル歴
全日本女子プロレス
- 第27代全日本ジュニア王座

JWP女子プロレス
- 第6代JWP認定ジュニア王座
- 第6代JWP認定無差別級王座
- 第17代・第20代・第24代・第27代・第29代・第33代・第38代JWP認定タッグ王座（パートナーは元気美佐恵→日向あずみ→植松寿絵3回→日向あずみ→植松寿絵）
- 第2代・第6代・第11代デイリースポーツ認定女子タッグ王座（パートナーは植松寿絵→日向あずみ→植松寿絵）

GAEA JAPAN
- 第11代・第16代AAAWタッグ王座（パートナーは植松寿絵）

OZアカデミー女子プロレス
- 第10代OZアカデミー認定無差別級王座
- 第7代・第10代OZアカデミー認定タッグ王座（パートナーはAKINO）

アイスリボン
- 第7代インターナショナルリボンタッグ王座（パートナーは日向あずみ）

プロレスリングWAVE
- 第2代WAVE認定タッグ王座（パートナーは植松寿絵）

## 入場テーマ曲
- 「STORM FROM RAN」（wonder3）「Hybird Battle」に収録。